# Iulian Filipescu
Iulian Sebastian Filipescu (Slatina, Rumanía, 29 de marzo de 1974) es un exfutbolista internacional rumano, se desempeñaba como defensa central o centrocampista defensivo. Fue 52 veces internacional con la selección nacional de Rumanía, con la que disputó el mundial de 1998 en Francia, así como dos Eurocopas (1996 y 2000). Actualmente entrena en la cantera del Real Oviedo.

## Clubes
| Club                   | País     | Año         | Partidos | Goles |
| CSA Steaua de Bucarest | Rumanía  | 1992 - 1997 | 112      | 8     |
| Galatasaray SK         | Turquía  | 1997 - 1999 | 59       | 5     |
| Real Betis             | España   | 1999 - 2003 | 127      | 8     |
| FC Zurich              | Suiza    | 2003 - 2006 | 64       | 1     |
| MSV Duisburgo          | Alemania | 2006 - 2008 | 52       | 1     |

## Palmarés
CSA Steaua de Bucarest
- Liga I: 1992-93, 1993-94, 1994-95, 1995-96, 1996-97
- Copa de Rumanía: 1996
- Supercopa de Rumanía: 1994, 1995

Galatasaray
- Superliga de Turquía: 1997-98, 1998-99
- Copa de Turquía: 1999

Real Betis
- Trofeo Ramón de Carranza: 1999, 2000, 2001

FC Zurich
- Super Liga Suiza: 2005-06
- Copa de Suiza: 2005

- Datos: Q29062